# یواس‌اس اونو (اس‌اس-۳۵۷)
یواس‌اس اونو (اس‌اس-۳۵۷) (به انگلیسی: USS Ono (SS-357)) یک زیردریایی بود که طول آن ۳۱۱ فوت ۹ اینچ (۹۵٫۰۲ متر) بود.